# Brasiliens Grand Prix 1978
Brasiliens Grand Prix 1978, officiellt Grande Premio do Brasil 1978, var en Formel 1-tävling som hölls den 29 januari 1978 på Autodromo de Jacarepagua i Rio de Janeiro i Brasilien. Det var det andra av 16 lopp ingående i Formel 1-säsongen 1978 och kördes över 63 varv. Detta var det första av sammanlagt tio Grand prix som kom att köras på Jacarepaguabanan i Rio. Loppet vanns av Carlos Reutemann för Ferrari, tvåa blev hemmaföraren Emerson Fittipaldi som körde för sitt eget stall Fittipaldi Automotive, och trea blev Niki Lauda för Brabham.

## Resultat
| Pos.    | Nr. | Förare             | Konstruktör        | Varv | Tid/Bröt                    | Grid | Poäng |
| ------- | --- | ------------------ | ------------------ | ---- | --------------------------- | ---- | ----- |
| 1       | 11  | Carlos Reutemann   | Ferrari            | 63   | 1:49:59.86                  | 4    | 9     |
| 2       | 14  | Emerson Fittipaldi | Fittipaldi-Ford    | 63   | +49.13 sek                  | 7    | 6     |
| 3       | 1   | Niki Lauda         | Brabham-Alfa Romeo | 63   | +57.02 sek                  | 10   | 4     |
| 4       | 5   | Mario Andretti     | Lotus-Ford         | 63   | +1:33.12                    | 3    | 3     |
| 5       | 17  | Clay Regazzoni     | Shadow-Ford        | 62   | +1 Varv                     | 15   | 2     |
| 6       | 3   | Didier Pironi      | Tyrrell-Ford       | 62   | +1 Varv                     | 19   | 1     |
| 7       | 9   | Jochen Mass        | ATS-Ford           | 62   | +1 Varv                     | 20   |       |
| 8       | 2   | John Watson        | Brabham-Alfa Romeo | 61   | +2 Varv                     | 21   |       |
| 9       | 26  | Jacques Laffite    | Ligier-Matra       | 61   | +2 Varv                     | 14   |       |
| 10      | 36  | Riccardo Patrese   | Arrows-Ford        | 59   | +4 Varv                     | 18   |       |
| 11      | 27  | Alan Jones         | Williams-Ford      | 58   | +5 Varv                     | 8    |       |
| Bröt    | 25  | Héctor Rebaque     | Lotus-Ford         | 40   | Fysisk upmattning           | 22   |       |
| Bröt    | 12  | Gilles Villeneuve  | Ferrari            | 35   | Avåkning                    | 6    |       |
| Bröt    | 8   | Patrick Tambay     | McLaren-Ford       | 34   | Avåkning                    | 5    |       |
| Bröt    | 7   | James Hunt         | McLaren-Ford       | 25   | Avåkning                    | 2    |       |
| Bröt    | 16  | Hans Joachim Stuck | Shadow-Ford        | 25   | Bränslesystem               | 9    |       |
| Bröt    | 20  | Jody Scheckter     | Wolf-Ford          | 16   | Olycka                      | 12   |       |
| Bröt    | 6   | Ronnie Peterson    | Lotus-Ford         | 15   | Kollision                   | 1    |       |
| Bröt    | 22  | Danny Ongais       | Ensign-Ford        | 13   | Bromsar                     | 23   |       |
| Bröt    | 30  | Brett Lunger       | McLaren-Ford       | 11   | Överhettning                | 13   |       |
| Bröt    | 4   | Patrick Depailler  | Tyrrell-Ford       | 8    | Olycka                      | 11   |       |
| Bröt    | 18  | Rupert Keegan      | Surtees-Ford       | 5    | Olycka                      | 24   |       |
| DNS     | 23  | Lamberto Leoni     | Ensign-Ford        | 0    | Transmissiona               | 17   |       |
| DNS     | 10  | Jean-Pierre Jarier | ATS-Ford           |      | Jochen Mass tog över bilenb | 16   |       |
| DNQ     | 37  | Arturo Merzario    | Merzario-Ford      |      |                             |      |       |
| DNQ     | 32  | Eddie Cheever      | Theodore-Ford      |      |                             |      |       |
| DNQ     | 19  | Vittorio Brambilla | Surtees-Ford       |      |                             |      |       |
| DNQ     | 24  | Divina Galica      | Hesketh-Ford       |      |                             |      |       |
| Källor: |     |                    |                    |      |                             |      |       |

- ^a  – Lamberto Leoni knäckte en drivaxel på uppvärmningsvarvet och kom således inte till start.[4]
- ^a  – Jochen Mass tog i rollen som försteförare hos ATS över Jariers bil efter att hans egen hade råkat ut för ett bränsleläckage.[4]